# داندریدگ (تنسی)
داندریدگ(به انگلیسی: Dandridge) شهری در ایالت تنسی کشور ایالات متحده آمریکا است که جمعیت آن در سرشماری سال ۲۰۱۰ میلادی، ۲٬۸۱۲ نفر بوده‌است.